# Schwaigern
Schwaigern  est une ville de l'arrondissement de Heilbronn dans le Bade-Wurtemberg en Allemagne.

## Géographie
Schwaigern se trouve dans l'ouest de l'arrondissement de Heilbronn dans la vallée de la Lein, qui est un affluent du Neckar.

### Divisions administratives
La ville est divisée en quatre quartiers :
- ville principale de Schwaigern
- Massenbach
- Niederhofen
- Stetten am Heuchelberg

## Politique

### Conseil municipal
Le conseil municipal a 27 sièges depuis l'élection municipale du 27. juin 2009 :
| liste électorale                              | sièges |
| --------------------------------------------- | ------ |
| FWV/BuW (Freie Wähler/Bauern und Weingärtner) | 10     |
| CDU                                           | 7      |
| SPD                                           | 6      |
| LGU (Liste Grüne und Unabhängige)             | 4      |

En plus, le bourgmestre est membre et président du conseil municipal.

### Bourgmestres de Schwaigern
- Friedrich Benzlen (1826–1868)
- August Liomin (1868–1893)
- Karl Essich (1893–1918)
- Max Neunhoeffer (1919–1933)
- Karl Spingler (1933–1939)
- Fritz Siegele (1941–1945)
- Friedrich Vogt (1945–1954)
- Hellmut Zundel (1954–1963)
- Horst Haug (1963–1998)
- Johannes Hauser (depuis 1998)

Source:

## Monuments
- Château de Schwaigern, berceau de la famille von Neipperg qu'elle fait reconstruire en 1702. Une partie des bâtiments est agrandie au XIXe siècle avec une chapelle privée.
- Église de Schwaigern, église évangélique-luthérienne, nécropole des Neipperg, construite au XIIIe siècle et agrandie au XVIe siècle.

## Personnalités liées à la ville
- Wilhelm Reinhard de Neipperg (1684-1774), général né à Schwaigern.
- Erwin von Neipperg (1813-1897), général né et mort à Schwaigern.